# 가미이치바역
가미이치바역(일본어: 上市場駅)은 일본 시즈오카현 하마마쓰시 덴류구에 위치한 도카이 여객철도 이다선의 철도역이다. 단선 승강장 1면 1선의 구조를 갖춘 지상역이다.

## 이용 현황
| 연도     | 하루 평균 | 연도     | 하루 평균 |
| 1993년도 | 20        | 2003년도 | "         |
| 1994년도 | 22        | 2004년도 | "         |
| 1995년도 | 21        | 2005년도 | "         |
| 1996년도 | 16        | 2006년도 | 10        |
| 1997년도 | 12        | 2007년도 | 13        |
| 1998년도 | 12        | 2008년도 | 13        |
| 1999년도 | 13        | 2009년도 | 13        |
| 2000년도 | 13        | 2010년도 | 11        |
| 2001년도 | 불명      | 2011년도 | 11        |
| 2002년도 | "         | 2012년도 | 12        |
| -------- | --------- | -------- | --------- |

## 역 주변
- 아이카와 강

## 역사
- 1935년 6월 12일 : 산신 철도의 이즌마 - 우라카와 간에 산신카미이치바 정류장으로서 개업.
- 1943년 8월 1일 : 산신 철도선이 이다선의 일부로서 국유화되었던 때에 일단 폐지.
- 1946년 12월 1일 : 일본국유철도 이다선의 가미이치바역으로서 재개업. 여객역.
  - 당시는, 도카이도 본선 하마마쓰 - 나고야 간의 각 역, 이다선의 각 역, 주오 본선의 가미스와 - 시오지리 간의 각 역, 마쓰모토역을 발착하는 여객만 이용되었다.
- 1952년 12월 2일 : 여객 취급 제한 철폐.
- 1987년 4월 1일 : 일본국유철도 분할 민영화에 의해, 도카이 여객철도가 승계.

## 인접 역
| 도카이 여객철도 이다선 | 도카이 여객철도 이다선 | 도카이 여객철도 이다선 |
| ---------------------- | ---------------------- | ---------------------- |
| 이즌마 도요하시 방면   | ■ 이다선               | 우라카와 다쓰노 방면   |